# Forêt de Grésigne et environs
Forêt de Grésigne et environs este o arie protejată (arie de protecție specială avifaunistică — SPA) din Franța întinsă pe o suprafață de 27.643 ha, integral pe uscat.

## Localizare
Centrul sitului Forêt de Grésigne et environs este situat la coordonatele 44°03′40″N 1°46′30″E / 44.06111°N 1.775°E.

## Înființare
Situl Forêt de Grésigne et environs a fost declarat arie de protecție specială avifaunistică în baza directivei 79/409 din 1979 referitoare la conservarea păsărilor sălbatice pentru a proteja 12 specii de animale.

## Biodiversitate
Situată în ecoregiunea atlantică, aria protejată nu include niciun habitat protejat.
La baza desemnării sitului se află mai multe specii protejate de  păsări (12): buha (Bubo bubo), caprimulg (Caprimulgus europaeus), șerpar (Circaetus gallicus), erete vânăt (Circus cyaneus), ciocănitoarea de stejar (Dendrocopos medius), șoim călător (Falco peregrinus), acvilă pitică (Hieraaetus pennatus), sfrâncioc roșiatic (Lanius collurio), ciocârlie de pădure (Lullula arborea), gaia neagră (Milvus migrans), gaia roșie (Milvus milvus), viespar (Pernis apivorus).
Pe lângă speciile protejate, pe teritoriul sitului au mai fost identificate 4 specii de păsări.